# Escolis i altres articles
Escolis i altres articles (1921) és el primer recull de crítica literària de Carles Riba, que inclou 62 articles publicats entre 1918 i 1920. Aquests textos, influïts per autors com Eugeni d'Ors i Francesco de Sanctis, reflecteixen els primers intents de Riba de formular un pensament literari personal, amb una prosa complexa i metafòrica, centrada en temes literaris i culturals. La seva crítica anticipa molts dels mètodes i interessos que caracteritzaran la seva obra madura.